# Shorewood Hills
Shorewood Hills är en by (village) väster om staden Madison i Dane County i delstaten Wisconsin, USA, men räknas ofta som en förort till staden.